# Thomas Murner
Thomas Murner (Obernai, 24 dicembre 1475 – 1537) è stato un religioso, poeta e traduttore tedesco.

## Biografia
Murner nacque a Oberehnheim (Obernai) vicino a Strasburgo il 24 dicembre 1475. Nel 1490 entrò nell'ordine francescano e nel 1495 fu mandato a studiare e poi insegnare e predicare a Friburgo in Brisgovia, Parigi, Cracovia. L'imperatore Massimiliano I lo incoronò poeta laureato nel 1505; nel 1506 fu creato Dottore in teologia e nel 1513 fu nominato custode del monastero francescano a Strasburgo, ma fu costretto a lasciare l'ufficio l'anno successivo per aver pubblicato un libro scurrile. Nel 1518, iniziò a studiare giurisprudenza all'Università di Basilea. dove si laureò nel 1519.
Nell'estate del 1523, su invito di Enrico VIII, si recò nel Regno d'Inghilterra, dove i suoi scritti avevano attirato l'attenzione di Thomas More. John Headley attribuisce a Murner il merito di avere reso consapevole More della natura radicale dell'ecclesiologia luterana.
Dopo questo soggiorno e un viaggio in Italia, si stabilì nuovamente a Strasburgo, ma, minacciato dalla diffusione della Riforma protestante, andò in esilio a Lucerna in Svizzera nel 1526. Nel 1533 divenne curato a Oberehnheim, dove morì nel 1537, o, secondo alcuni resoconti, nel 1536.
Nelle sue satire, dallo stile fantasioso e arguto, vicino alla parlata popolare e ricco di allegorie e di metafore, Murner propugnò la necessità di una riforma della Chiesa cattolica e attaccò Martin Lutero e il Protestantesimo. La sua satira più potente - la più virulenta satira tedesca del periodo - è il Von dem grossen Lutherischen Narren wie ihn Doctor Murner beschworen hat (Il gran pazzo luterano, 1522), poemetto antiluterano considerato un capolavoro della satira cattolica. Scrisse anche Die Narrenbeschwörung (1512); Die Schelmenzunft (1512); Die Gäuchmatt (1519), e una traduzione dell'Eneide di Virgilio (1515) dedicata all'imperatore Massimiliano I. Murner scrisse anche il Chartiludium logicae, compendio delle Summulae Logicales di Pietro Ispano (in cui utilizzava il gioco di carte didattico che aveva inventato per i suoi studenti nel 1507 a Cracovia, per cui fu accusato di eresia dall'università), e il Ludus studentum Friburgensium (1511), oltre a una traduzione delle Institutiones di Giustiniano (1519).
Le satire di Murner furono edite negli anni 1840 da Johann Scheible.

## Opere
- Invectiva contra Astrologos, 1499
- Germania Nova", 1502
- Chartiludium logicae, 1507
- De quattuor heresiarchis, 1509 / "Von den vier Ketzern, 1509
- Instituten ein wahrer Ursprung und Fundament des kaiserlichen Rechtens",1519
- Doktor Murners Narrenbeschwörung, 1512
- Der Schelmen Zunft, 1512
- Ein andächtig geistliche Badenfahrt 1514, 1515
- Die Mühle von Schwindelsheim, 1515
- Die Geuchmatt", 1519
- Eine christliche und brüderliche Ermahnung, 1520
- An den großmächtigsten Adel deutscher Nation, 1520
- Von dem großen Lutherischen Narren, 1522
- Ob der König von England ein Lügner sei oder der Luther, 1522